# 1897 у літературі

## Твори
- «Дракула» — роман Брема Стокера.
- «Невидимець» — роман Герберта Уелса.
- «Негр з «Нарциса»» — роман Джозефа Конрада
- «Овід» — роман Етель Ліліан Войнич
- Оскар Вайлд — «De Profundis»
- Герберт Веллс — «Війна світів».
- Мігель де Унамуно — «Мир у війні».
- Джон Фредерік Томас Джейн — «На Венеру за п'ять секунд».
- Жуль Верн — «Крижаний сфінкс»
- Едмон Ростан — «Сірано де Бержерак».

## Народились
- 28 січня — Катаєв Валентин Петрович, російський радянський письменник (помер у 1986).
- 8 березня — Хосеп Пла (кат. Josep Pla i Casadevall), каталонський іспанський журналіст і популярний автор (помер у 1981).
- 17 квітня — Торнтон Вайлдер (англ. Thornton Niven Wilder), американський прозаїк, драматург та есеїст (помер у 1975).
- 11 серпня — Енід Мері Блайтон, англійська дитяча письменниця (померла в 1968).
- 10 вересня — Жорж Батай (фр. Georges Bataille), французький філософ і письменник (помер у 1962).
- 25 вересня — Вільям Фолкнер (англ. William Cuthbert Faulkner), американський письменник, лауреат Нобелівської премії з літератури 1949 року (помер у 1962)

## Померли
- 12 серпня — Буслаєв Федір Іванович, російський філолог і мистецтвознавець (народився в 1818).
- 17 грудня — Альфонс Доде (фр. Alphonse Daudet), французький письменник (народився в 1840).